# 石芝 (松本市)
石芝（いししば）は、長野県松本市の市街地の南西の地名。現行行政地名は石芝1丁目から石芝4丁目。住居表示実施済み。郵便番号は1〜2丁目が390-0845、3〜4丁目が399-0007。

## 概要
西側に奈良井川が流れ、陸上自衛隊松本駐屯地、IHIアグリテック（旧石川島芝浦機械）松本本社・工場がある。石川島芝浦機械の略から「石芝」という地名がつけられた。
1丁目はIHIアグリテックの工場で、2丁目は自衛隊駐屯地で全域が占められており、人口は0人である。3丁目と4丁目はスーパーなどの商店とマンション、住宅が入り乱れている。3丁目にはかつて飛行場（その後、競馬場に転用）があり、所有者の名から長谷川飛行場と呼ばれた。

## 歴史
江戸時代は笹部新田村の一部であった。
- 1980年9月1日に住居表示実施。

## 世帯数と人口
2018年（平成30年）10月1日現在の世帯数と人口は以下の通りである。
| 丁目      | 世帯数  | 人口    |
| --------- | ------- | ------- |
| 石芝3丁目 | 498世帯 | 1,134人 |
| 石芝4丁目 | 266世帯 | 610人   |
| 計        | 764世帯 | 1,744人 |

## 施設
- IHIアグリテック
- 陸上自衛隊松本駐屯地